# Moorhouseite
La moorhouseite è un minerale appartenente al gruppo dell'esaidrite.